# Mahuidacursor
Mahuidacursor byl rod ornitopodního býložravého dinosaura, který žil v období svrchní křídy (geologický stupeň santon) na území dnešní centrální Patagonie v Argentině (provincie Neuquén).

## Objev
Fosilie byly objeveny v sedimentech významného a na nálezy bohatého geologického souvrství Bajo de la Carpa a představují nekompletní postkraniální kostru. Holotyp nese označení MAU-Pv-CO-596. Formálně byl popsán v únoru roku 2019 týmem argentinských paleontologů.

## Systematické zařazení
Podle provedené fylogenetické analýzy se jedná o zástupce vývojově primitivních ornitopodů, příbuzných rodu Notohypsilophodon a kladu Elasmaria (Talenkauen + Macrogryphosaurus). Blízce příbuzným taxonem byl také rod Chakisaurus.